# Fasanvej
Fasanvej – stacja metra w Kopenhadze, na linii M1 i linii M2. Zlokalizowana jest pomiędzy stacjami Lindevang i Frederiksberg. Została otwarta 12 października 2003. Dawniej stacja nosiła inną nazwę Solbjerg do 25 września 2006.

## Historia
Dawna stacja Solbjerg funkcjonowała między 13 grudnia 1986 i 1 stycznia 2000 r. jako przystanek S-tog na linii do Vanløse. Po zamknięciu stacji Frederiksberg w dniu 20 czerwca 1998 r., Solbjerg stała się pętlą linii dopóki linia ta przestała funkcjonować jako część sieci S-tog i przekształciła się w metro.